# 西南齿唇兰
西南齿唇兰（学名：Anoectochilus elwesii）为兰科开唇兰属下的一个种。

## 扩展阅读
- 維基物種上的相關：西南齿唇兰